# Karl Adolph Gjellerup

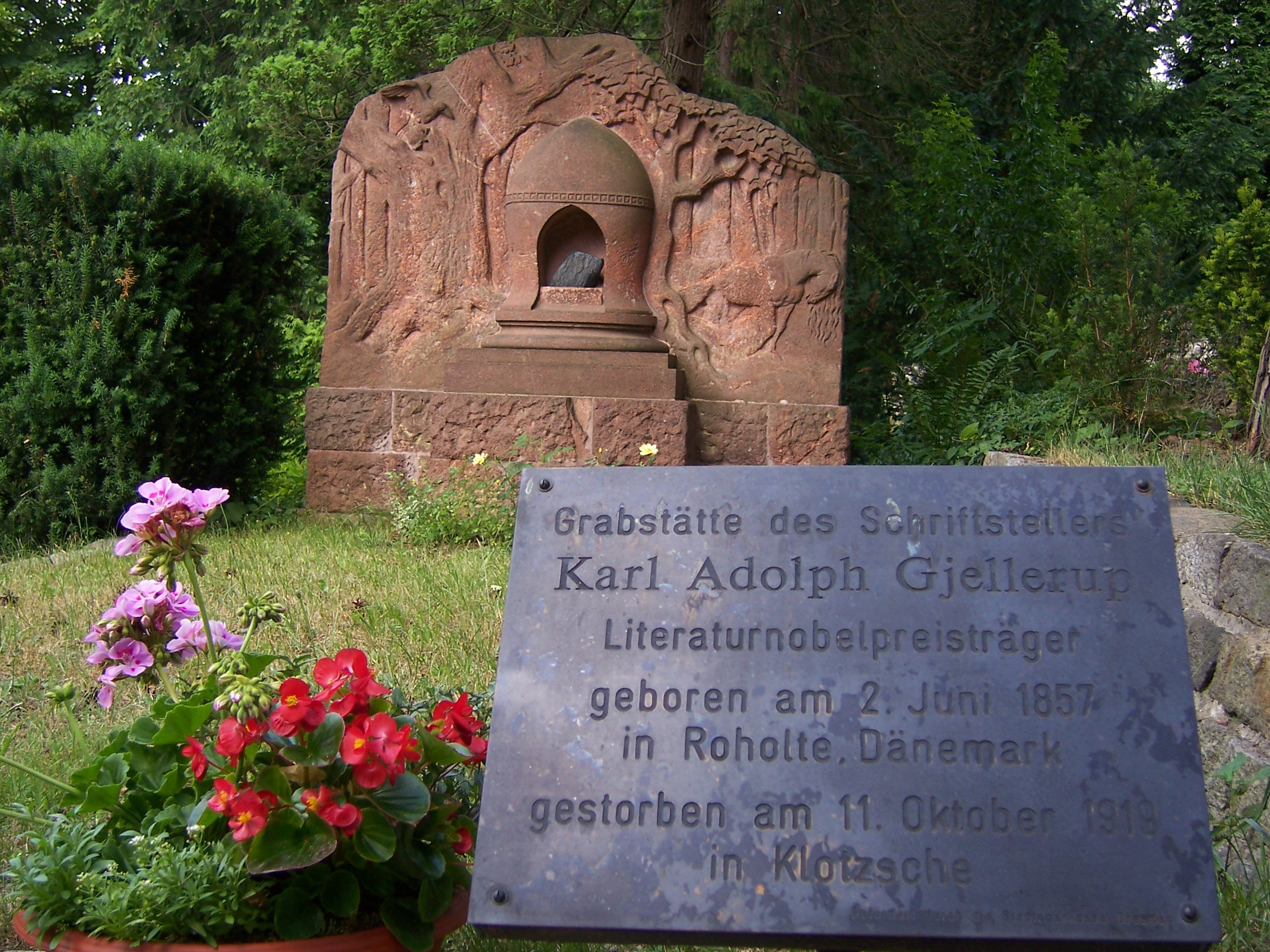
Gjellerupův hrob v Drážďanech

Karl Adolf Gjellerup (2. června 1857, Roholte, Sjælland – 11. října 1919, Klotzsche u Drážďan, Německo) byl dánský básník, prozaik a dramatik, nositel Nobelovy ceny za literaturu z roku 1917 (společně s dalším dánským spisovatelem Henrikem Pontoppidanem).

## Život
Gjellerup pocházel z rodiny pastora a vystudoval teologii. Knězem se však nikdy nestal a již na fakultě projevoval dost svobodomyslné názory. Zájem o náboženské otázky ho pak přivedl k podrobnějšímu studiu buddhismu a následně k východním myšlenkovým proudům a k mystice. Vedle indických vlivů se v jeho literárním díle projevilo také programové spříznění s novoromantismem. Od roku 1892 žil v Německu a psal také v němčině.
Jeho eklektické a k filozofické reflexi tíhnoucí dílo se vyznačuje jasným ale poněkud chladným tónem, je značně vykonstruované a málo umělecky životné. Gjellerup získal sice roku 1917 společně s dalším dánským spisovatelem Henrikem Pontoppidanem Nobelovu cenu za literaturu „…za bohatou a mnohostrannou poezii inspirovanou vznešenými ideály“ (citace z odůvodnění Švédské akademie), upadl však velmi rychle v zapomnění. Jedná se tak o poněkud diskutabilní Nobelovu cenu.[zdroj⁠?!]

## Dílo
- En Idealist (1878, Idealista), román napsaný pod vlivem Heinricha Heineho,
- Det unge Danmark (1879, Mladé Dánsko), román s motivy společenské a protináboženské kritiky ovlivněný naturalismem Georga Morrise Cohena Brandese (1842–1927), ústřední osobnosti severského kulturního a duchovního života druhé poloviny 19. století.
- Rödtjörn (1881, Červený hloh), sbírka básní,
- Germanernes Laerling (1882, Učedník Germánů), román , ve kterém se autor rozešel s křesťanskou teologií.
- G-dur (1883), novela,
- Romulus (1883), novela nesoucí vliv Ivan Sergejeviče Turgeněva.
- Vandreaaret (1883, Rok cestování), cestopis, ve kterém Gjellepur odmítl Brandesův naturalismus a přiklonil se k novoromantismu.
- Herman Vandel (1884), divadelní hra napsaná v duchu Friedricha Schillera.
- Brynhild (1884, Brynhilda), novoromantická lyrická tragédie inspirovaná Richardem Wagnerem.
- Richard Wagner i sin trilogi Nibelunges ring (1884, Richard Wagner ve své trilogii Prsten Nibelungů), studie,
- Saint Just (1886), tragédie,
- Minna (1889), román z německého prostředí,
- Min Kjaerlighedsbog (1889), básně,
- Ti kroner (1893, Deset korun), povídky,
- Wuthorn (1893), tragédie.
- Möllen (1896, Mlýn), román o zločinu a získání duševního míru ve vězení nesoucí stopy Fjodora Michajloviče Dostojevského.
- Offerildene (1903, Obětní plameny), divadelní hra napsaná pod vlivem indické filozofie.
- Pilgrimmen Kamanita (1906, Poutník Kámáníta) a Verdensvandrerne (1909, Poutnící světem), romány ovlivněné indickou filozofií.
- Guds venner (1916, Přátelé boží) a Den gyldne gren (1917, Zlatá větev), romány, ve kterých se projevuje Gjellerupův návrat ke křesťanství.

## Česká vydání
- Pastýřka a kulhavý, Rošický, Praha 1919, překlad Hanuš Hackenschmied.
- Poutník Kámaníta: Legendový román, Nakladatelské družstvo Máje, Praha 1920, překlad Milada Krausová-Lesná.
- Poutníci světem, Přítel knihy, Praha 1928, překlad Milada Krausová-Lesná, tři díly.
- G-dur, Nakladatelské družstvo Máje, Praha 1939, překlad Arnošt Kraus.
- Poutník Kámaníta: Románová legenda, Canopus, Praha 2011, překlad Roman Blinka.